# Supercopa do Brasil de Futebol Sub-17 de 2020
A Supercopa do Brasil de Futebol Sub-17 de 2020 foi uma partida de futebol realizada em 10 de fevereiro de 2021 na Arena Pantanal, na cidade de Cuiabá. Ela foi disputada entre Fluminense e São Paulo, com os paulistas saindo vitoriosos. Esta foi a segunda edição da Supercopa do Brasil Sub-17, uma competição organizada pela Confederação Brasileira de Futebol.
As equipes se qualificaram para o torneio após as conquistas dos títulos do Campeonato Brasileiro e da Copa do Brasil. O Fluminense venceu o campeonato nacional no dia 21 de dezembro de 2020 após triunfar sobre o Athletico Paranaense, enquanto o São Paulo ficou com o título da Copa do Brasil vencendo o próprio Fluminense na decisão. A equipe carioca, inclusive, tinha chances de obter a Supercopa automaticamente se triunfasse nos dois torneios.
O São Paulo alcançou o seu gol logo aos três minutos, com João Adriano. O empate, contudo, não tardou e aconteceu aos dezenove minutos. Além dos gols, os principais lances do primeiro tempo foram protagonizados por Kayky e Ythallo. As oportunidades ofensivas diminuíram no segundo tempo e a principal ocorru somente no término do jogo, quando Caio finalizou no travessão. Com a igualdade no tempo regulamentar, a partida final foi disputada nos pênaltis, com triunfo do São Paulo.
Após a conquista, os jogadores do São Paulo exaltaram a importância da competição e da estrutura fornecida pelo clube. O técnico Mário Ramalho exaltou a conquista como um feito que aumenta a confiança dos atletas.

## Antecedentes
O conceito da Supercopa do Brasil foi idealizado em 2017, quando a Confederação Brasileira de Futebol organizou pela primeira vez a Supercopa do Brasil Sub-20. Dois anos depois, deu-se início à competição na categoria sub-17. Na ocasião, o Palmeiras venceu o Flamengo e sagrou campeão da primeira edição.

## Qualificação
O Fluminense se classificou para o torneio após conquistar o Campeonato Brasileiro. A equipe estreou na competição no dia 12 de março, sofrendo um revés para o próprio São Paulo. No entanto, terminou a primeira fase no grupo de qualificação para os jogos eliminatórios. O Fluminense prosseguiu eliminando Vasco e São Paulo. O título foi conquistado após duas vitórias sobre o Athletico Paranaense pelo placar de 2–1.
Já o São Paulo obteve o direito de participar do torneio como campeão da Copa do Brasil. O clube paulista não encontrou dificuldades para eliminar os seus adversários nas três primeiras fases. Nas semifinais, obteve uma importante vitória fora de casa no clássico Choque Rei (2–0); contudo, o clube sofreu um revés pelo mesmo placar e precisou das penalidades para eliminar o rival. Por fim, o título foi conquistado com um triunfo na decisão contra o próprio Fluminense. Na ocasião, a equipe carioca poderia conquistar a Supercopa automaticamente se fosse campeã da Copa do Brasil.

## Partida
A Supercopa do Brasil Sub-17 de 2020 entre Fluminense e São Paulo foi realizada às 19h00min de quarta-feira, na Arena Pantanal em Cuiabá. O jogo não teve presença de público por causa da pandemia de COVID-19 e foi transmitido pela emissora fechada SporTV e de forma gratuita pela própria organização via plataforma MyCujoo. O árbitro da partida foi Rodrigo da Fonseca Silva, que teve os também mato-grossenses Fabio Rodrigo Rubinho e Marcelo Grando como auxiliares e Jean Marcel Latorraca Ferreira como quarto árbitro.

### Primeiro tempo
A partida começou com as duas equipes procurando impor ofensividade. O Fluminense fez uma forte marcação na saída de bola dos zagueiros e conseguiu a primeira grande chance antes de completar o primeiro minuto. Na ocasião, Metinho recuperou a posse da bola e passou para Kayky arrematar, mas o goleiro Leandro fez a defesa. Os paulistas responderam rapidamente com várias trocas de passe até a conclusão de João Adriano, que abriu o placar a favor do São Paulo. Aos treze minutos, Justen fez uma falta no metade do campo e tomou o primeiro cartão amarelo da partida. No prosseguimento da jogada, João Adriano sofreu uma outra falta; Palmberg cobrou, porém o cruzamento foi desviado e o goleiro Cayo Fellipe precisou improvisar uma defesa.
O São Paulo continuou superior e chegou a ampliar o placar com Caio; contudo, a posição do jogador era irregular e o gol foi anulado. Apesar da ineficiência ofensiva, o adversário obteve uma grande oportunidade aos dezoito minutos: João Neto recebeu um lançamento, driblou a marcação e chutou, entretanto Ythallo conseguiu desviar e a bola saiu em escanteio. Matheus Martins cobrou na pequena área e Justen cabeceou para dento do gol, empatando a partida. Poucos minutos depois, o Fluminense quase virou porém o goleiro Leandro fez novamente uma grande defesa. Após isso, a marcação das equipes se sobressaiu; Kayky e Ythallo ainda desperdiçaram uma chance para cada lado.

### Segundo tempo
Nenhum dos times fizeram alterações durante o intervalo. O Fluminense continuou no ataque e Matheus Martins conseguiu, aos seis minutos, uma falta; ele próprio cobrou porém o cruzamento foi para fora. A resposta do São Paulo veio alguns minutos depois, quando Léo arrematou de longa distância. Entre os vinte e trinta minutos, os técnicos começaram a realizar as primeiras substituições. No São Paulo, os jogadores Flávio, João Adriano Negrucci e Palmberg saíram e, em seus lugares, entraram Luizinho, Mateus Amaral, Moreira e Pet. No Fluminense, por sua vez, ingressaram Abner, Caio Amaral, Erick Nunes e Lucas Felipe para as saídas de Arthur, Daniel, Justen e Kayky. Nesse período, Léo e Metinho receberam cartões amarelos, aos vinte e 31 minutos, respectivamente.
Com o término do tempo regulamentar, as equipes diminuíram o ímpeto ofensivo e começaram a privilegiar a marcação. A última oportunidade de gol foi do São Paulo; aos 38, Caio driblou a marcação e finalizou com precisão, no entanto Cayo Fellipe conseguiu fazer a defesa e a bola ainda tocou no travessão. Após isso, os paulistas tiveram um promissor ataque interrompido pela arbitragem num impedimento que não existiu de acordo com a comentarista Nadine Bastos.

### Penalidades
Conforme o regulamento, persistindo a igualdade no tempo regulamentar, o título do campeonato foi decido nas penalidades. O São Paulo converteu as quatro cobranças que efetuou. O Fluminense, por sua vez, começou convertendo com Metinho e Pedro Rocha; contudo, Leandro defendeu a cobrança de Lucas Felipe, enquanto Caio Amaral chutou na trave.

### Detalhes
| 10 de fevereiro de 2021 | Fluminense | 1 – 1  | São Paulo       | Arena Pantanal, Cuiabá                                         |
| 19h00min                | Justen 19' | Súmula | João Adriano 3' | Público: Portões fechados Árbitro: MT Rodrigo da Fonseca Silva |

|                                              |       | Penalidades                       |  |
| Metinho Pedro Rocha Lucas Felipe Caio Amaral | 2 – 4 | Marquinhos Moreira Luizinho Belém |  |

| Fluminense | São Paulo |

| G                | 1  | Cayo Fellipe    |     |     |
| LD               | 2  | Daniel          |     | 78' |
| Z                | 3  | Justen          | 13' | 78' |
| Z                | 4  | Davi            |     |     |
| LE               | 6  | Jefté           |     |     |
| M                | 5  | Alexsander      | 90' |     |
| M                | 8  | Metinho         | 76' |     |
| M                | 11 | Arthur          |     | 78' |
| A                | 7  | Kayky           |     | 65' |
| A                | 9  | João Neto       |     | 86' |
| A                | 10 | Matheus Martins |     | 86' |
| Substituições:   |    |                 |     |     |
| G                | 12 | Dênis           |     |     |
| G                | 22 | Álvaro          |     |     |
| Z                | 14 | Caio Amaral     |     | 78' |
| Z                | 15 | Guilherme       |     |     |
| Z                | 16 | Rafael          |     |     |
| M                | 13 | Erick           |     | 78' |
| M                | 17 | Abner           |     | 78' |
| M                | 18 | Pedro Rocha     |     | 86' |
| M                | 21 | Thiago Henrique |     |     |
| A                | 19 | Lucas Felipe    |     | 65' |
| A                | 20 | Gustavo Lobo    |     |     |
| A                | 23 | Gabriel Lyra    |     | 86' |
| Técnico:         |    |                 |     |     |
| Guilherme Torres |    |                 |     |     |

| G              | 1  | Leandro         |     |     |
| LD             | 2  | Flávio          |     | 74' |
| Z              | 3  | Ythallo         |     |     |
| Z              | 4  | Lucas Beraldo   |     |     |
| LE             | 6  | Belém           |     |     |
| M              | 5  | Léo             | 65' |     |
| M              | 8  | Felipe Negrucci |     | 62' |
| M              | 10 | Palmberg        |     | 86' |
| A              | 7  | Marquinhos      |     |     |
| A              | 9  | Caio            |     |     |
| A              | 11 | João Adriano    |     | 78' |
| Substituições: |    |                 |     |     |
| G              | 12 | Felipe          |     |     |
| LD             | 13 | Moreira         |     | 74' |
| Z              | 14 | Pedro           |     |     |
| LE             | 16 | João Douglas    |     |     |
| M              | 15 | Mateus Amaral   |     | 62' |
| M              | 18 | Petterson       |     | 78' |
| A              | 17 | Luizinho        |     | 86' |
| A              | 19 | Talles          |     |     |
| Técnico:       |    |                 |     |     |
| Mário Ramalho  |    |                 |     |     |

| Árbitros assistentes Fábio Rodrigo Rubinho e Marcelo Grando Quarto Árbitro Jean Marcel Latorraca Ferreira Analista de campo Elizangela Almeida da Silva | Regras da partida - 90 minutos de tempo regulamentar - Disputa por pênaltis, se empate persistir - Máximo de 6 substituições por equipe |

## Pós-jogo
Até esta vitória, as equipes de bases do São Paulo já haviam conquistado 73 títulos desde 2005, quando inaugurou-se o Centro de Formação de Cotia. Nesta temporada, os adversários já haviam se enfrentado em cinco oportunidades: duas vitórias do São Paulo, uma do Fluminense e um empate.
Leandro foi um dos destaques da partida por sua atuação nas cobranças de pênaltis, sendo considerado pela Confederação Brasileira de Futebol como "decisivo" na temporada do São Paulo. Ele expressou a emoção de participar de outro torneio da categoria e ressaltou a importância da visibilidade da Supercopa Sub-17. O meio-campista Léo, por sua vez, destacou a estrutura fornecida pelo clube para a formação dos jogadores. O técnico Mário Ramalho, que substituiu momentaneamente o Menta, exaltou a importância do trabalho deste.
"O título é o que marca e registra o nome do atleta no clube, dá mais confiança, ele acredita no seu próprio potencial. Nem sempre o resultado diz como foi o jogo e o nível de qualidade e potencial que tem cada atleta. Às vezes, o resultado pode enganar e a gente precisa saber como trabalhar isso também. Eu estou muito feliz porque esse título marcou não só os atletas, mas a mim. Eu cheguei de última hora por causa das necessidades. Também quero ressaltar todo o mérito do treinador que estava aqui, o Menta, logo ele está de volta"— Mário Ramalho, técnico do São Paulo.